# Kányád község
Kányád község (románul: Comuna Ulieș) község Hargita megyében, Romániában. Központja Kányád, beosztott falvai Homoródszentlászló, Jászfalva, Miklósfalva, Petek, Székelydálya, Ábránfalva, Ége.

## Népessége
A 2011-es népszámlálás adatai alapján a község népessége 1193 fő volt.